# Kinako
 (novembre 2023).
Si vous disposez d'ouvrages ou d'articles de référence ou si vous connaissez des sites web de qualité traitant du thème abordé ici, merci de compléter l'article en donnant les références utiles à sa vérifiabilité et en les liant à la section « Notes et références ».

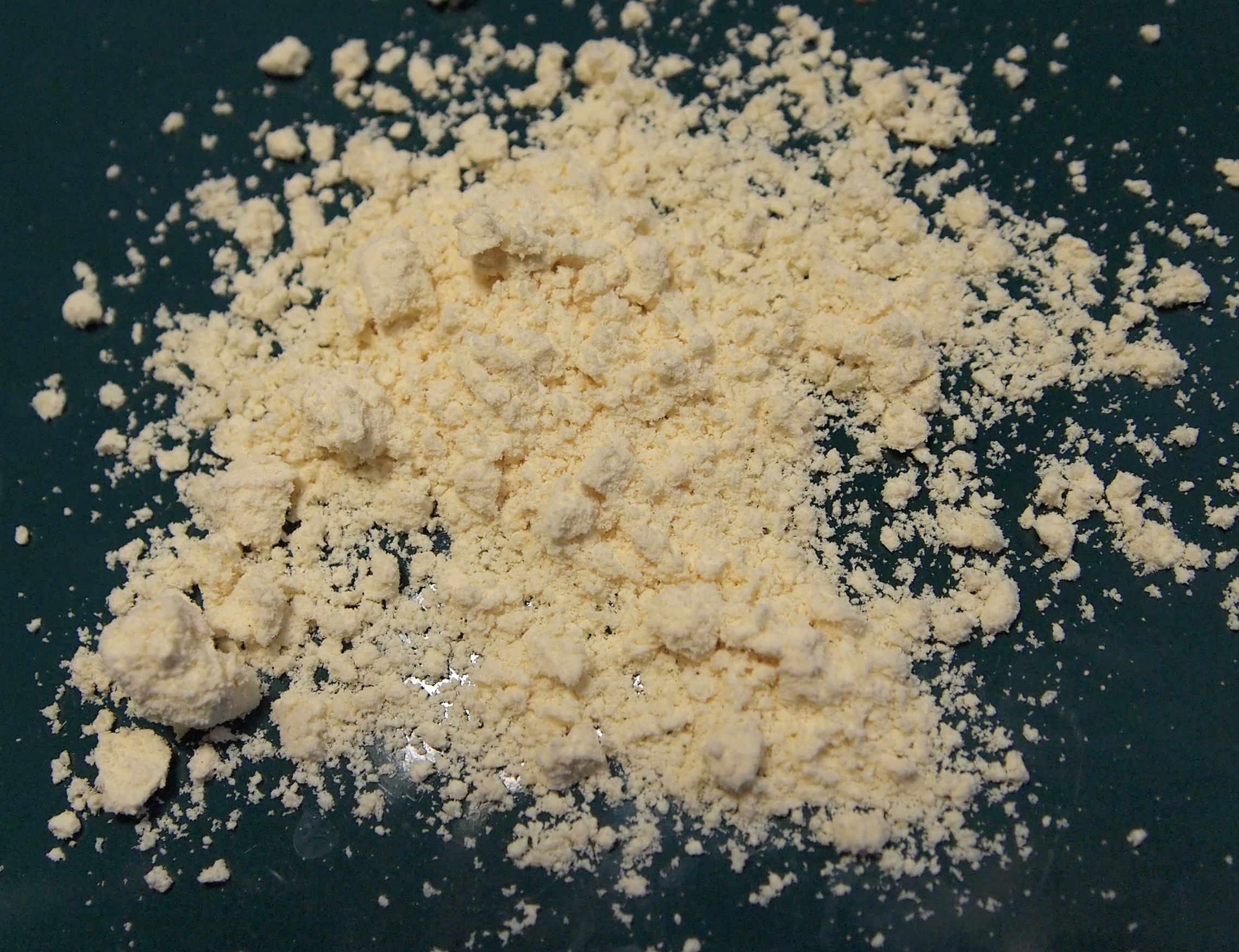
Kinako.

Le kinako (きな粉/黄粉) est le nom japonais de la poudre de soja grillé. Bien qu'il soit connu sous son nom Japonais.

## Utilisation
Mélangé avec du sucre, on l'utilise dans de nombreux desserts japonais comme le abekawa mochi (un mochi classique saupoudré de kinako), warabimochi et le daifuku qui est aussi un dessert à base de mochi.
On peut aussi le déguster, mélangé à une boisson, à une vinaigrette, etc.